# Children (Роберт Майлз)
«Children» (с англ. — «Дети») — инструментальный сингл итальянского диджея Роберта Майлза в стиле дрим-хаус. Записанный в 1994 году и выпущенный в 1995 году, он получил всемирную известность, в нескольких странах был сертифицирован как золотой и платиновый и занял первое место в чартах более чем 12 стран.

## Создание
Майлз рассказал о двух источниках вдохновения, которые повлияли на создание трека. Один из них — это фотографии детей, жертв югославской войны, которые его отец привёз домой из гуманитарной миссии в бывшей Югославии. Другой же состоял в том, чтобы создать трек для завершения диджейских сетов и успокоения восторженных посетителей перед их поездкой домой как средство снижения смертности в автомобильных авариях. Запись «Children» стоила 150 фунтов стерлингов.
«Children» ― один из новаторских треков жанра Dream house электронной танцевальной музыки, для которого характерны фортепианные мелодии и устойчивый бас-барабан. Создание Dream house стало ответом на социальное давление в Италии в начале 1990-х годов. В то время рост рейв-культуры среди молодёжи и последовавшая за этим популярность ночных клубов привели к увеличению числа смертей в результате автомобильных аварий. Причиной были ночные поездки клабберов, когда они, уставшие после интенсивных танцев, засыпали за рулём. Ситуацию усугубляло употребление алкоголя и наркотиков. К середине 1996 года смертность, связанная с явлением, известным в Италии как strage del sabato sera (субботняя ночная бойня), составила около 2000 человек с начала десятилетия. Решение таких диджеев, как Майлз, включить более медленную, успокаивающую музыку в завершение ночного сета было одобрено властями и родителями жертв автокатастроф.
Впервые трек был выпущен в Италии в январе 1995 года в составе EP Soundtracks на лейбле DBX Джо Ваннелли, но не попал в чарты. Позднее Ваннелли представил трек в одном из ночных клубов Майами, где его заметил Саймон Берри, глава британского лейбла Platipus Records. Берри совместно с Ваннелли и Джеймсом Бартоном (из ливерпульского клуба Cream) выпустили композицию в ноябре 1995 года в качестве ведущего сингла дебютного альбома Майлза Dreamland (1996).

## Заявления о заимствовании
В 1997 году клавишник Патрик О’Хёрн заявил, что Майлз заимствовал его трек 1985 года «At First Light».
В 2011 году критик Борис Барабанов отметил сходство между композицией «Children» и песней Гарика Сукачёва «Напои меня водой» с альбома «Брёл, брёл, брёл» (1994) и то, что песня Сукачёва появилась раньше «Children». По словам самого Сукачёва, он якобы дал согласие на использование его мелодии итальянской стороной. Это заявление вызывает сомнения. Оно было сделано через много лет после выхода сингла. Автором «Children» указан единолично Роберт Майлз, но не Сукачёв. Сукачёв заявил, что не знает, платит ли ему Роберт Майлз отчисления за использование мелодии, что маловероятно, учитывая популярность «Children». Нет сведений о том, что до 1996 года Сукачёв гастролировал в Италии или Роберт Майлз приезжал в Москву.

## Клип
Billboard приписывает заключительный этап продвижения композиции показу клипа в музыкальных телевизионных сетях, таких как MTV Europe и немецкий VIVA. Первое видео было снято режиссёром Мэттом Амосом, премьера клипа состоялась в ноябре 1995 года. В нём представлены чёрно-белые кадры, на которых маленькая девочка едет в машине по разнообразному ландшафту. В видео показаны кадры Лондона (площадь Пикадилли и Трафальгарская площадь), Парижа (с Эйфелевой башней), Женевы (площадь Молар, улица Кутанс), Москвы (гостиница «Метрополь»), Моржа (пристань для яхт с небольшими башнями), сельской местности в Швейцарии (где родился Майлз), а также Франции и Италии недалеко от туннеля Монблан.
Второе видео сняла режиссёр Элизабет Бейли, премьера состоялась в феврале 1996 года. Оно выполнено в цвете и чередует кадры с Майлзом, диджеем в ночном клубе, и играющими детьми, затрагивая обе темы композиции.

## Критика
Трек получил всеобщее признание критиков, многие назвали его шедевром. Критик Лука де Дженнаро отмечает, что простая фортепианная тема композиции напоминает музыкальное оформление телесериала 1960-х. Редактор AllMusic Хосе Промис назвал его волшебным в своем обзоре Dreamland. Журнал Billboard приписывает его повсеместный успех мелодичному характеру, характеризующемуся мгновенно узнаваемым фортепианным риффом. Этот фактор делает трек доступным для более широкой аудитории, помимо клабберов и поклонников электронной танцевальной музыки. В 2017 году BuzzFeed поместил «Children» на 41 строчку в списке «101 величайшая танцевальная песня 90-х». Журнал People назвал трек «техно-реквиемом».

## Трек-лист
| France 1. «Children» (Eat Me Edit) — 4:03 2. «Children» (Dream Radio Edit) — 4:00 Belgium, Netherlands 1. «Children» (Radio Edit) — 3:49 2. «Children» (Dream Version) — 7:35 3. «Children» (Original Mix / Guitar Mix) — 7:17 France 1. «Children» (Eat Me Edit) — 4:06 2. «Children» (Dream Radio Edit) — 4:00 3. «Children» (Dream Club Version) — 7:35 4. «Children» (Original Mix / Guitar Mix) — 7:17 5. «Children» (Message Version) — 6:51 Germany 1. «Children» (Dream Version) — 7:35 2. «Children» (Original Mix / Guitar Mix) — 7:17 3. «Children» (Message Version) — 6:51 UK, US, Mexico, Japan, South Africa 1. «Children» (Eat Me Edit) — 4:06 2. «Children» (Dream Version) — 7:35 3. «Children» (Original Mix / Guitar Mix) — 7:17 4. «Children» (Message Version) — 6:51 | US 1. «Children» (dream radio) — 4:00 2. «One and One» — 4:00 Europe 1. «Children» (dream version) — 7:50 2. «Children» (original version) — 6:50 3. «Children» (message version) — 6:50 UK 1. «Children» — 7:30 2. «Children» (vocal mix) — 6:50 3. «Children» (guitar mix) — 7:21 US 1. «Children» (full length mix) — 7:30 2. «Children» (radio edit) — 4:00 3. «Children» (guitar mix) — 7:21 4. «Children» (message version) — 6:50 1. «Children» (eat me edit) — 4:00 2. «Children» (guitar mix) — 7:21 3. «Children» (eat me edit) — 4:00 4. «Children» (guitar mix) — 7:21 |

## Чарты и сертификации
| Чарт(1995—1996)                     | Высшая позиция |
| ----------------------------------- | -------------- |
| Австралия (ARIA)                    | 5              |
| Австрия (Ö3 Austria Top 40)         | 1              |
| Бельгия/Фландрия (Ultratop 50)      | 2              |
| Бельгия/Валлония (Ultratop 50)      | 1              |
| Канада (RPM Top Singles)            | 21             |
| Канада (RPM Dance/Urban)            | 1              |
| Canada (Nielsen SoundScan)          | 11             |
| Czech Republic (IFPI CR)            | 4              |
| Denmark (IFPI)                      | 1              |
| Europe (Eurochart Hot 100)          | 1              |
| Финляндия (Suomen virallinen lista) | 1              |
| Франция (SNEP)                      | 1              |
| Германия (GfK)                      | 1              |
| Hungary (Mahasz)                    | 5              |
| Iceland (Íslenski Listinn Topp 40)  | 1              |
| Ирландия (IRMA)                     | 2              |
| Italy (Musica e dischi)             | 1              |
| Japan (Oricon)                      | 6              |
| Нидерланды (Dutch Top 40)           | 3              |
| Нидерланды (Single Top 100)         | 3              |
| Новая Зеландия (Recorded Music NZ)  | 4              |
| Норвегия (VG-lista)                 | 1              |
| Шотландия (OCC Scotland)            | 1              |
| Spain (AFYVE)                       | 1              |
| Швеция (Sverigetopplistan)          | 1              |
| Sweden (Swedish Dance Chart)        | 5              |
| Швейцария (Schweizer Hitparade)     | 1              |
| Великобритания (OCC UK Singles)     | 2              |
| Великобритания (OCC UK Dance)       | 1              |
| US Billboard Hot 100                | 21             |
| US Adult Top 40 (Billboard)         | 23             |
| US Hot Dance Club Play (Billboard)  | 1              |
| US Rhythmic Top 40 (Billboard)      | 32             |
| US Top 40 Mainstream (Billboard)    | 17             |

| Чарт(2017)                      | Высшая позиция |
| ------------------------------- | -------------- |
| Венгрия (Single Top 40)         | 23             |
| Швейцария (Schweizer Hitparade) | 28             |

| Chart (2022)                    | Peak position |
| ------------------------------- | ------------- |
| Польша (Polish Airplay Top 100) | 93            |

| Чарт(1996)                         | Позиция |
| ---------------------------------- | ------- |
| Australia (ARIA)                   | 32      |
| Austria (Ö3 Austria Top 40)        | 4       |
| Belgium (Ultratop 50 Flanders)     | 4       |
| Belgium (Ultratop 50 Wallonia)     | 6       |
| Canada Dance/Urban (RPM)           | 1       |
| Europe (Eurochart Hot 100)         | 1       |
| France (SNEP)                      | 7       |
| Germany (Official German Charts)   | 2       |
| Iceland (Íslenski Listinn Topp 40) | 32      |
| Italy (Musica e dischi)            | 1       |
| Netherlands (Dutch Top 40)         | 8       |
| Netherlands (Single Top 100)       | 16      |
| New Zealand (Recorded Music NZ)    | 31      |
| Sweden (Sverigetopplistan)         | 4       |
| Sweden (Swedish Dance Chart)       | 28      |
| Switzerland (Schweizer Hitparade)  | 3       |
| UK Singles (OCC)                   | 8       |
| US Billboard Hot 100               | 65      |

| Регион | Сертификация  | Продажи   |
| --- | ------------- | --------- |
| Австралия (ARIA) | Золотой       | 35 000^   |
| Бельгия (BEA) | Платиновый    | 50 000*   |
| Франция (SNEP) | Платиновый    | 500 000*  |
| Германия (BVMI) | Платиновый    | 500 000^  |
| Италия (FIMI) | Золотой       | 35 000    |
| Нидерланды (NVPI) | Золотой       | 50 000^   |
| Новая Зеландия (RMNZ) | Платиновый    | 10 000*   |
| Норвегия (IFPI Norway) | Платиновый    |           |
| Швеция (GLF) | Золотой       | 25 000^   |
| Швейцария (IFPI Switzerland) | Платиновый    | 50 000^   |
| Великобритания (BPI) | 2× Платиновый | 1 200 000 |
| * Данные о продажах приведены только на основе сертификации. · ^ Данные о тиражах приведены только на основе сертификации. · Данные о продажах + прослушиваниях приведены только на основе сертификации. |               |           |